# Montolieu
Montolieu är en kommun i departementet Aude i regionen Occitanien  i södra Frankrike. Kommunen ligger  i kantonen Alzonne som ligger i arrondissementet Carcassonne. År 2022 hade Montolieu 829 invånare.

## Befolkningsutveckling
Antalet invånare i kommunen Montolieu
Referens: INSEE